# پرارولو دیکادوره
پرارولو دیکادوره (به ایتالیایی: Perarolo di Cadore) یک کومونه در ایتالیا است که در استان بلونو واقع شده‌است. پرارولو دیکادوره ۴۳٫۶ کیلومتر مربع مساحت و ۳۶۳ نفر جمعیت دارد و ۵۳۲ متر بالاتر از سطح دریا واقع شده‌است.